# Eduardo Duhalde

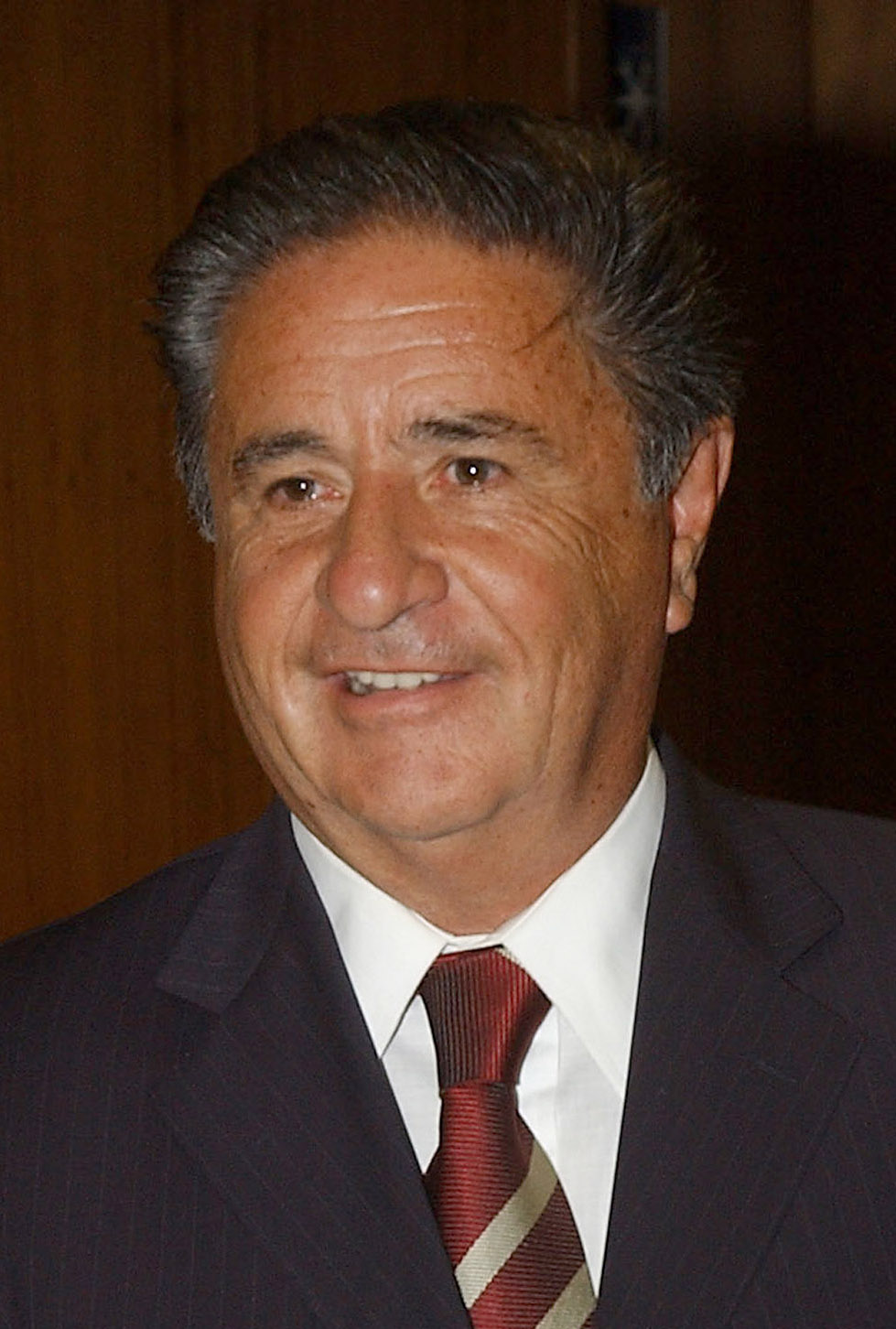
Eduardo Duhalde (2007)

Eduardo Alberto Duhalde Maldonado (* 5. Oktober 1941 in Lomas de Zamora, Provinz Buenos Aires) ist ein argentinischer Politiker (Partido Justicialista), der zwischen dem 2. Januar 2002 und dem 25. Mai 2003 Präsident von Argentinien war. Zuvor war er von 1991 bis 1999 Gouverneur der Provinz Buenos Aires.

## Leben

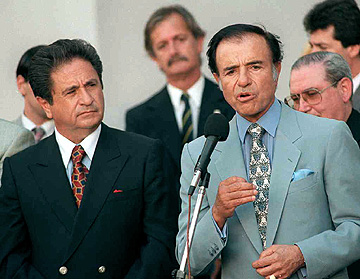
Duhalde (links) mit dem damaligen Präsidenten Carlos Menem (1996)

Eduardo Duhalde, Sohn eines Bankangestellten und einer Hausfrau, schloss 1970 sein Studium der Rechtswissenschaften an der Universidad de Buenos Aires ab. 1971 heiratete er Hilda Beatriz González, auch Chiche Duhalde genannt.
1987 zog er in die Abgeordnetenkammer des Kongresses ein und im gleichen Jahr erhielt er den Posten des Vizepräsidenten dieser Kammer. Seine politische Karriere war seit ungefähr dieser Zeit immer mehr mit der Karriere von Carlos Menem verknüpft. Menem forderte Duhalde schließlich auf, an seiner Seite in die parteiinternen Vorwahlen für die Präsidentschaftswahlen des Jahres 1989 zu gehen. Bei den Vorwahlen am 9. Juli 1988 konnte sich die Formula Menem-Duhalde gegen Cafiero-De la Sota durchsetzen. Als sich Menem bei den Präsidentschaftswahlen am 14. Mai 1989 gegen die regierende Unión Cívica Radical unter dem scheidenden Präsidenten Raúl Alfonsín durchsetzte, wurde Eduardo Duhalde Vizepräsident von Argentinien. Ein Amt, welches in Argentinien nur relativ wenig Bedeutung hat.
Duhalde, der nach höherem strebte, bewarb sich deshalb um den Gouverneursposten der Provinz Buenos Aires. Dieses Amt wird als zweitwichtigstes Amt nach dem Präsidenten angesehen, da in der Provinz Buenos Aires 38 % der Bevölkerung leben und 32 % des Bruttoinlandsproduktes erwirtschaftet werden.
Im August 1991 gewann Eduardo Duhalde die parteiinternen Vorwahlen für die Gouverneurswahlen. Am 10. Dezember wurde er Gouverneur der Provinz Buenos Aires. Seine Sozialpolitik in der Provinz führte zu übermäßigen Staatsausgaben. Auch häuften sich die Korruptionsvorwürfe.
Seine Frau baute ein Sozialprogramm mit der Hilfe von Hausfrauen – den sogenannten Manzaneras – auf, welches an das soziale Engagement und die Sozialprogramme von Eva Perón (Evita) erinnerte.
Am 2. Oktober 1994 gewann Duhalde mit 61,5 % eine Volksabstimmung, die ihm eine 2. Amtszeit erlauben sollte. Er folgte damit dem Beispiel Menems, der durch eine Verfassungsänderung für eine zweite Amtszeit kandidieren konnte. Am 14. Mai 1995 wurde er mit 56,7 % der Stimmen als Gouverneur wiedergewählt.
Langsam entfernte sich Duhalde wieder von Menem, da er den Wunsch hegte, selbst Präsident zu werden. Er forderte daher parteiinterne Vorwahlen für die Präsidentschaftswahlen des Jahres 1999, für die Menem wie selbstverständlich ohne Vorwahlen antreten wollte. Menem ging davon aus, dass er noch einmal bei den Präsidentschaftswahlen antreten könne, da er 1995 zum ersten Mal nach der Verfassungsänderung gewählt worden ist. Seine dritte Kandidatur sei in Wirklichkeit somit erst die zweite nach der neuen Verfassung. Es wurden dann durch die Abgeordnetenkammer festgestellt, dass Menem nicht wieder antreten könne und somit wurde am 16. Juni 1999 die Formula Eduard Duhalde-Ramón Palito Ortega, einen ehemaligen Sänger und Gouverneur von Tucumán, ohne parteiinternen Gegenkandidaten für die Präsidentschaftswahlen ins Rennen geschickt. Bei den Wahlen am 24. Oktober 1999 verloren sie allerdings gegen die Allianz aus UCR und Fepaso mit ihrem Kandidaten Fernando de la Rúa.
Daraufhin zog Eduardo Duhalde als Senator in die Länderkammer des argentinischen Kongresses ein und verblieb somit auf der politischen Bühne.

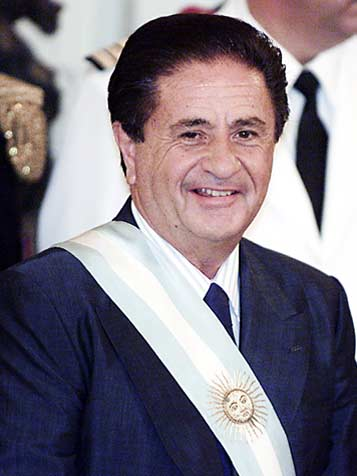
Duhalde bei seiner Amtseinführung als Präsident Argentiniens am 2. Januar 2002

Als am 21. Dezember 2001 Fernando de la Rúa nach wirtschaftlichen und politischen Unruhen vom Amt des Präsidenten zurücktrat, hätte nach der argentinischen Verfassung eigentlich der Vizepräsident das Amt des Präsidenten übernehmen müssen. Der Vizepräsident Carlos Álvarez hatte aber sein Amt schon im Oktober 2000 niedergelegt und seitdem war dieser Posten vakant. Der Nächste in der Reihe war daher nach der Verfassung Ramón Puerta, Vorsitzender des Senats. Er war mit dieser Aufgabe allerdings von Anfang an überfordert und war froh, als er am 23. Dezember die Präsidenten-Schärpe an Adolfo Rodríguez Saá übergeben konnte.
Dieser konnte nach knapp einer Woche nicht mehr auf die Unterstützung durch die Bevölkerung und durch seine eigene Partei hoffen. An einer von ihm einberufenen Zusammenkunft aller peronistischen Provinzgouverneure am 30. Dezember 2001 nahmen nur sechs von vierzehn Gouverneuren teil. Enttäuscht reiste Rodriguez Saá nach San Luis und erklärte von dort seinen Rücktritt.
Da Ramón Puerta, Vorsitzender der Senatorenkammer kein Interesse hatte, wieder Interimspräsident zu werden, wurde Eduardo Camaño als Präsident der Abgeordnetenkammer am 31. Dezember Präsident von Argentinien. Am ersten Tag des neuen Jahres wurde Eduardo Duhalde zum neuen Präsidenten gewählt. Er wurde somit der fünfte Präsident Argentiniens in nur 13 Tagen.
Als Präsident von Argentinien versuchte er aus der Wirtschaftskrise zu entkommen, indem er Anfang 2002 die Abwertung des argentinischen Peso von 1 Peso je US-Dollar auf zunächst 1,40 Peso je US-Dollar anordnete. Die 1:1-Parität des Peso mit dem US-Dollar, die über zehn Jahre gehalten hatte und die viele Experten im Nachhinein als Quelle der argentinischen Wirtschaftskrise sehen, war vorbei. Seither sank der Wert des Argentinischen Peso zeitweise auf nur 25 % des ursprünglichen Wertes.
Eduardo Duhalde wurde am 25. Mai 2003 durch den direkt vom Volk gewählten Néstor Kirchner als Präsident abgelöst.
Im Oktober 2003 wurde Duhalde zum ersten Präsidenten der neugeschaffenen Kommission der Ständigen Repräsentanten des Mercosur gewählt, er trat das Amt zum 16. Dezember desselben Jahres an.
Duhalde trat 2011 bei den Präsidentschaftswahlen für die Partei Unión Popular an und gewann hier rund 5,9 Prozent der abgegebenen Stimmen.